# 春日大娘皇女
春日大娘皇女（かすがのおおいらつめのひめみこ，生卒年不详），又名春日娘子（かすがのいらつこ），在《古事記》記載成春日大郎女，乃雄略天皇的皇女、仁賢天皇皇后。
根据《日本書紀》记载，仁贤天皇元年2月2日（488年2月29日）立后，子女众多，包括手白香皇女（继体天皇皇后、钦明天皇母）、橘仲皇女（宣化天皇皇后）、武烈天皇等人。
《日本书纪》记载，其母春日和珥童女君只是一名采女，因雄略天皇一夜临幸后即有身，故雄略天皇怀疑非亲生女而弃养，幸得物部目臣子大连劝说，终於承认其身份。